# アイウン・エル・アトルス
アイウン・エル・アトルス（アラビア語: عيون العتروس、フランス語: Aïoun El Atrouss、英語: Ayoun el Atrous）はモーリタニアの町である。ホズ・エル・ガルビ州の州都である。

## 交通

### 空港
- アユン・エル・アトルス空港（英語版）